# Серкл
Серкл (фр. Cercles) насеље је и општина у југозападној Француској у региону Аквитанија, у департману Дордоња која припада префектури Периже.
По подацима из 2011. године у општини је живело 202 становника, а густина насељености је износила 13,4 становника/km². Општина се простире на површини од 15,07 km². Налази се на средњој надморској висини од 155 метара (максималној 211 m, а минималној 114 m).

## Демографија
| 1962. | 1968. | 1975. | 1982. | 1990. | 1999. | 2011. |
| ----- | ----- | ----- | ----- | ----- | ----- | ----- |
| 218   | 231   | 183   | 187   | 207   | 173   | 202   |

График промене броја становника у току последњих година